# جون بي. تريفور
جون بي. تريفور (بالإنجليزية: John B. Trevor)‏ هو سياسي أمريكي، ولد في 3 يناير 1788 في المملكة المتحدة، وتوفي في 29 سبتمبر 1860 في فيلادلفيا في الولايات المتحدة.